# ディークラフト
株式会社ディークラフト（英名：D-Craft）は主にテレビ番組に関する業務を行うポスト・プロダクション。ビデオ編集、テロップ、CG、DVD制作などを行う会社である。

## 会社概要
所在地
- 本社 - 〒101-0031 東京都千代田区東神田1-5-2 黒崎ビル6F
- アクラス事業部 - 〒101-0031 東京都千代田区東神田1-5-2 黒崎ビル1F

設立年月日
- 1995年5月15日

役員
- 代表取締役社長 ： 今井克彦
- 取締役 ： 鈴木敬二、瓜田利昭、轟禎治

主要取引先
- 株式会社IMAGICA Lab.
- 株式会社オムニバス・ジャパン
- 株式会社共同テレビジョン
- 株式会社ザ・チューブ
- 株式会社TBSテックス
- 株式会社東通
- 株式会社日テレ・テクニカル・リソーシズ
- 株式会社東京サウンドプロダクション
- 株式会社フジテレビジョン
- 株式会社ポニーキャニオン
- テレビ朝日映像株式会社
- 宮沢模型株式会社
- 株式会社イリサワ

## 所属スタッフ
- 今井克彦（代表取締役）
- 鈴木敬二（取締役）
- 瓜田利昭（取締役）
- 轟禎治（取締役）
- 林奈織